# Ali Djerri
 (août 2008).
Si vous disposez d'ouvrages ou d'articles de référence ou si vous connaissez des sites web de qualité traitant du thème abordé ici, merci de compléter l'article en donnant les références utiles à sa vérifiabilité et en les liant à la section « Notes et références ».
Ali Djerri (né à Constantine en 1957) est un journaliste et homme de presse algérien. Il est le président directeur général du Groupe de presse algérien El Khabar, et l'un des fondateurs du journal el Khabar, un quotidien algérien arabophone indépendant.

## Biographie
Diplômé en économie politique et management, il s'engage dès son plus jeune âge au sein du mouvement de la jeunesse algérienne ainsi qu'au sein du Parti d'avant-garde socialiste (PAGS), un mouvement d’opposition alors interdit. Son engagement politique a beaucoup guidé ses choix journalistiques. Il commence sa carrière en 1985 comme journaliste à l'Unite, un hebdomadaire organe centrale de la jeunesse algérienne avant de passer au quotidien El Massa. Il fonde en 1990, avec un collectif de journalistes, El Khabar (la nouvelle) un quotidien arabophone indépendant. Il en sera élu Président Directeur général en 1998. Il fait de la coopérative de presse qu'était le journal à ses débuts l'un des plus grands journal d'Algérie, du Maghreb et l'un des titres le plus important du monde arabe portant le tirage à 600 000 exemplaires.
Son parcours sera marqué par la création de différentes filiales au sein du groupe dont KDP, une société de diffusion de la presse à travers le pays
On compte également la Création du Centre El khabar pour les études internationales, ainsi que différentes publications au sein du groupe comme El Khabar Ousboui (hebdomadaire), El Khabar Hawadith (Faits divers) et El Khabar Tasliya (Divertissement).
En 1998, il crée le prix Omar Ourtilélne, du nom de l'ancien rédacteur en chef d'El Khabar assassiné par les terroristes islamistes le 3 octobre 1995, à la mémoire des journalistes victimes du terrorisme.
Il a été membre actif du Mouvement des Journalistes Algériens.
Il est aussi l'un des responsables nationaux de l'Association des journalistes algériens. Mais également élu au conseil exécutif de la Ligue algérienne des droits de l'homme, et secrétaire général de la section de Constantine.
Il fonde à Londres l'Arab press freedom watch, organisation arabe pour la liberté de la presse et en est élu vice-président.
Il est membre fondateur et du conseil exécutif du centre de transition et de démocratie Al-Kawâkibî, membre du jury du Prix du journalisme de Dubaï, vice-président de la ligue arabe pour la liberté de la presse, membre de la commission des libertés de l'Union des journalistes arabes, membre du jury du prix Lorenzo Natali (Commission européenne), membre de différents groupes de travail et de réflexion internationaux dont le dialogue Occident-islam, le dialogue allemand-arabe et le dialogue nord-sud méditerranéen, membre actif du mouvement associatif au Maghreb dans le monde arabe et dans le reste du monde, il lance avec un collectif d’intellectuel le mouvement de citoyenneté dans le monde arabe.
Il est aujourd’hui le président du conseil de surveillance du groupe El Khabar et directeur du centre des études internationales du même groupe.

## Distinctions
Il a par conséquent reçu de nombreux prix et distinctions parmi les plus importants :
- Knight International Journalism Award : « Chevalier international du journalisme » décerné par l'ICFJ à Washington en 2004.
- Prix Abd Al Rahman al-Kawâkibî, décerné par le prince El Hassan Bin Talal, Oman Jordanie
- Prix du mérite industriel algérien
- Manager de l’année (prix de la meilleure performance de l’année 2002) en Algérie
- Membre élu du Comité Directeur du GFMD (Global Forum for Media Development) 2009